# NGC 2656
NGC 2656 é uma galáxia elíptica (E-S0) localizada na direcção da constelação de Ursa Major. Possui uma declinação de +53° 52' 34" e uma ascensão recta de 8 horas, 47 minutos e 53,1 segundos.
A galáxia NGC 2656 foi descoberta em 10 de Fevereiro de 1831 por John Herschel.